# 抵当権の処分
抵当権の処分（ていとうけんのしょぶん）は、抵当権者が、抵当権を利用するための転抵当等の制度である。抵当権者が期限前に資金の回収や、債務者が借換えをする場合に用いられる。根抵当権の処分については特則がある（根抵当権を参照）。
- 民法は、以下で条数のみ記載する。

## 転抵当
抵当権者がその抵当権をもって自己または他人の債権の担保とすること（376条1項前段）。利益を受ける者の権利の順位は抵当権にした付記登記の前後による（376条2項）。主たる債務者、保証人、抵当権設定者及びこれらの者の承継人への対抗要件は、指名債権の譲渡の対抗要件（467条）に従い、主たる債務者へ通知又はその承諾が必要である（377条2項）。
転抵当権者は、原抵当権の被担保債権を限度として優先弁済を受けることになるが、競売配当時に原抵当権の被担保債権が減っていれば、その額までが優先弁済の限度である。また、転抵当権を実行するには、転抵当権の弁済期到来だけでなく、原抵当権の被担保債権の弁済期も到来していることが必要である。
転抵当の債権が原抵当権者の債権者の債権と同額又はこれより多額の時は、原抵当権者は原抵当権を実行することができない（大審院決定昭和7年8月9日）。
法律構成の学説
- 共同質入説

抵当権と被担保債権とに共同して質権を設定するとする説。
転抵当権者は、原抵当権の被担保債権を直接に取立てることが出来る。
- 再度設定説･単独処分説

抵当権と被担保債権を切り離し抵当権の交換価値にさらに抵当権を設定するとする説。
転抵当権者は、原抵当権の被担保債権を直接に取立てることが出来ない、判例･通説。

## 抵当権の譲渡・放棄
抵当権者が同一の債務者に対する他の債権者（この場合は一般債権者）の利益のためにその抵当権を譲渡若しくは放棄すること（376条1項後段）。
附記登記が対抗要件であり（376条2項）、主たる債務者、保証人、抵当権設定者及びこれらの者の承継人に対抗するためには、467条の規定に従い、主たる債務者へ通知又はその承諾が必要である（377条2項）。
抵当権の譲渡の場合、処分者の優先弁済枠が受益者の債権額の限度で受益者の優先弁済枠になり、処分者の優先弁済受領可能額はその残額部分に減少する。

例えばAの1番抵当権200万円、Bの2番抵当権500万円が設定されている不動産につき、Aの1番抵当権200万円が一般債権者C（300万円）に譲渡されると、Aはその限度で無担保債権者となり、CはＡの1番抵当権の優先弁済権の範囲で優先配当が受けられる。この不動産が競売で600万円で売却された場合には、競売費用を考えないと、Aは0円、Cは200万円、Bは400万円の配当となる。
抵当権の放棄の場合、処分者の優先弁済枠を処分者と受益者が債権額に応じていわば準共有することになる。競売配当の時には、放棄者が元々持っていた優先弁済額が放棄者と受益者との債権額に比例按分して配当される。

例えばAの1番抵当権200万円、Bの2番抵当権500万円が設定されている不動産につき、Aの1番抵当権200万円が一般債権者C（300万円）に放棄されると、この不動産が競売で600万円で売却された場合には、競売費用を考えないと、Aは80万円、Cは120万円、Bは400万円の配当となる。

## 抵当権の順位の譲渡・放棄
抵当権者が同一の債務者に対する他の債権者（この場合は後順位抵当権者）の利益のためにその抵当権の順位を譲渡若しくは放棄すること（376条1項後段）。
順位の譲渡の場合、処分者の優先弁済枠が受益者の債権額の限度で受益者の優先弁済枠になり、処分者の優先弁済受領可能額はその残額部分に減少する。

例えばAの1番抵当権200万円、Bの2番抵当権500万円が設定されている不動産につき、Aの1番抵当権が2番抵当権に譲渡されると、BはAの1番抵当権の優先弁済権の範囲で優先配当が受けられ、Aは残額部分に減少する。この不動産が競売で600万円で売却された場合には、競売費用を考えないと、Aは100万円、Bは500万円の配当となる。

順位の放棄の場合、処分者の優先弁済枠を処分者と受益者が債権額に応じていわば準共有することになる。

例えばAの1番抵当権200万円、Bの2番抵当権300万円、Cの3番抵当権400万円が設定されている不動産につき、Aの1番抵当権がCの3番抵当権に放棄され、この不動産が競売で600万円で売却された場合には、AとCの抵当権はBの抵当権300万を除いた300万円を、債権額に応じていわば準共有することになる。競売費用を考えないと、Bは300万円、Aは100万円、Cは200万円の配当となる
。
附記登記が対抗要件であり（第376条2項）、主たる債務者、保証人、抵当権設定者及びこれらの者の承継人に対抗するためには、主たる債務者へ通知又はその承諾が必要である（377条2項）。

## 抵当権の順位の変更
抵当権の順位を、各抵当権者の合意によって変更すること（374条1項）。自由に認めると後順位抵当権者などに不測の損害を及ぼすことがあるので利害関係者の承諾を得なければならず（374条1項但書）、かつ登記が効力要件である（第374条2項）。